# مانیتورها (فیلم)
«مانیتورها» (انگلیسی: The Monitors (film)) فیلمی در ژانر علمی–تخیلی است که در سال ۱۹۶۹ منتشر شد.